# Forêts nationales de George Washington et de Jefferson
Les forêts nationales de George Washington (créée en 1918 sous le nom de forêt nationale de Shenandoah) et de Jefferson (créée en 1936) sont des forêts fédérales protégées situées dans les États de Virginie, de Virginie-Occidentale et du Kentucky, aux États-Unis, au sein du massif des Appalaches.
Les deux forêts nationales ont été fusionnées en 1995 et s'étendent sur une surface de 7 238,77 km2.

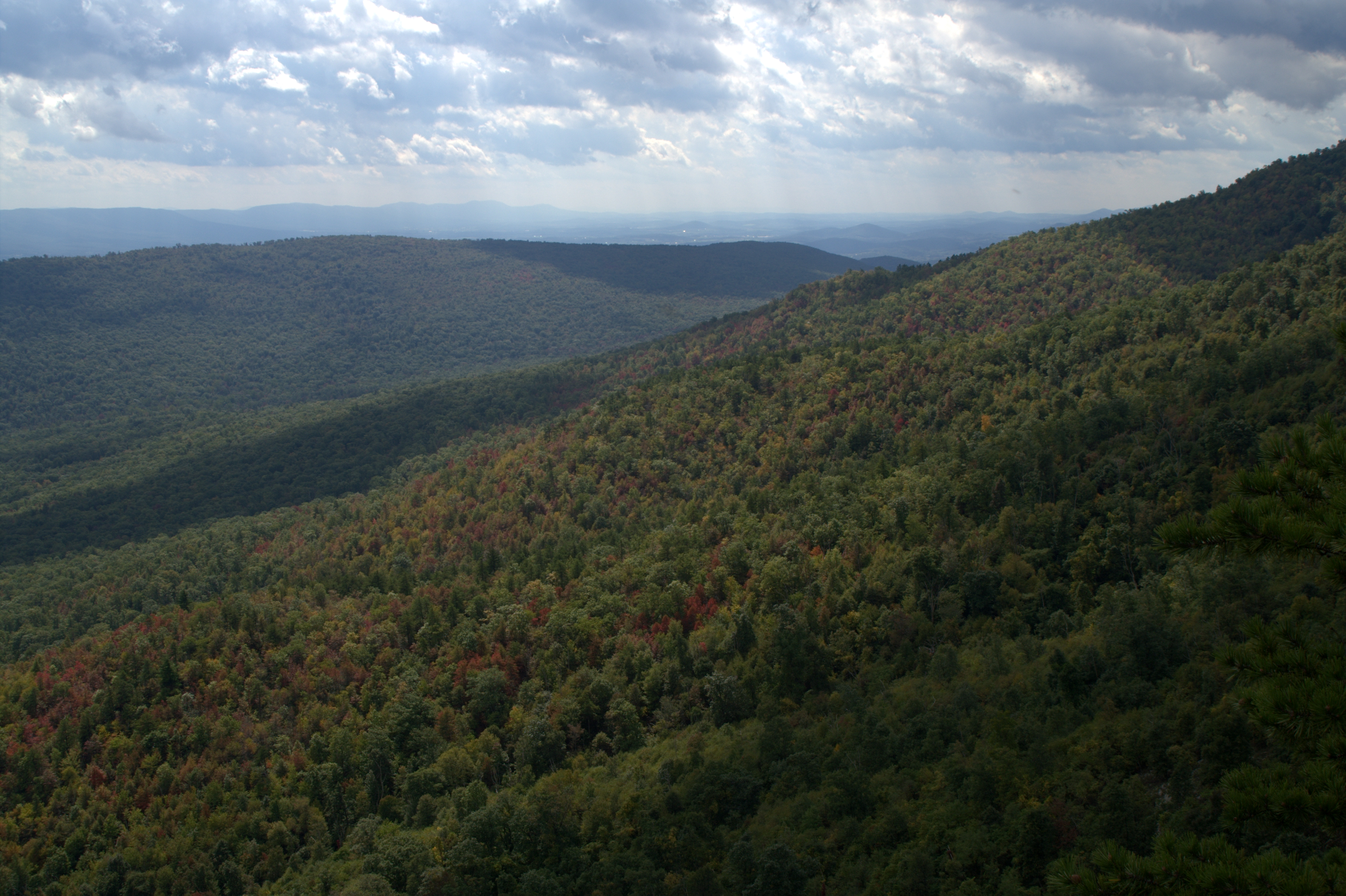
Vue sur les White Rocks de Little Sluice Mountain.